# Статира (Артаксеркс II)
Статира (умрла око 400. п. н. е.) је била жена Артаксеркса ΙΙ, владара Ахеменидског краљевства.

## Биографија
Статира је била ћерка персијског племића Хидарна. Удала се за Артаксеркса ΙΙ, најстаријег сина Дарија ΙΙ и његове краљице Парисатиде. Грчки историчар Ктезије пише како је Дарије ΙΙ желео успоставити добре односе са важном племићком породицом из које је Статира потицала, те због тога што се њен брат Теритучмо оженио Даријевом сестром. Теритучмо је наводно волео једну од његових полусестара више него саму принцезу, због чега је покушао покренути побуну. Ипак, краљица Парисатида дала је погубити сву Хидарнову децу осим Статире, на захтев краља.
Артаксеркс ΙΙ преузео је власт 404. п. н. е., након смрти његова оца Дарија ΙΙ. Чини се како је Статира била једина легитимна Артаксерксова жена, будући како је имао велик број конкубина. Статира му је родила наследника Артаксеркса ΙΙΙ, те бројну другу децу међу којима се спомињу синови Дарије и Аријасп, те кћери Атоса, Апама, Родогина и Аместрис неки аутори спомињу и Сисигамбис). Будући како су Артаксерксова жена Статира и његова мајка Парисатида желеле остварити што већи политички утицај на самог великог краља, постале су жестоки ривали.
Статеира је била врло популарна у народу, наводно зато што је оставила отворене завесе краљевске кочије приликом путовања и разговарала са обичним људима. Стала је иза свог супруга Артаксеркса ΙΙ приликом борби за престо са братом Киром Млађим којег је као омиљеног сина подржавала њихова мајка Парисатида. Сукоби између двеју жена довели су до Парисатидиног заговарања ванбрачних веза Артаксеркса ΙΙ у циљу да повреди Статиру. С друге стране, Статира је на краљевском двору оптуживала краљицу мајку за окрутно понашање, нпр. према евнуху Масабату који је погубио побуњеног Кира Млађег.
Напослетку, краљица мајка Парисатида дала је погубити Статиру. Атнички извори спомињу различите разлоге њеног убиства. Према једној верзији Парисатида је желела спасити живот спартанског генерала Клеарха и његових заповедника, које је заробио персијски сатрап Тисаферн. Статеира је према истој причи наговарала мужа Артаксеркса ΙΙ да поштеди њихов живот, након чега ју је Парисатида дала отровати.
Плутарх сумња у наведену верзију догађаја, те тврди како је Парисатида дала погубити своју снаху будући како је њен син Артаксеркс ΙΙ заиста био заљубљен у супругу Статиру. Такође, наводи како је Парисатиди у убиству помогао краљевски дворанин Гигис. Она је наводно половину печене птице пробола отровним ножем, због чега је само део меса био заражен. Након тога послужила ју је Статири приликом заједничког обеда, због чега је Статира умрла болном смрћу.